# الهيئة العامة للجمارك
الهيئة العامة للجمارك أو الجمارك السعودية هي هيئة حكومية سعودية سابقة كانت مسؤولة عن تبسيط الإجراءات الجمركية عبر الحدود ومساعدة الجهات الرقابية في السعودية من خلال تطبيق أحكام الرقابة الأمنية، الصحية، الزراعية، البيئية، الإعلامية وغيرها من الأحكام، فضلاً عن تحصيل الرسوم الجمركية.
وفقا لتقرير ممارسة أنشطة الأعمال 2020م الصادر عن البنك الدولي احتلت المملكة المرتبة 86 بين 190 دولة في مؤشر التجارة عبر الحدود، متقدمة 72 مرتبة عن العام السابق.
في 4 مايو 2021 صدر قرار مجلس الوزراء السعودي بضم الهيئة مع الهيئة العامة للزكاة والدخل تحت مسمى هيئة الزكاة والضريبة والجمارك.

## لمحة تاريخية
مرّت الجمارك السعودية بعدة محطات تاريخية:
- استحداث ديوان الجمارك عام 1345 هـ
- صدور أول نظام للجمارك في المملكة العربية السعودية عام 1349 هـ
- استحداث المديرية العامة للجمارك العالمية عام 1392 هـ
- إنشاء مجلس التعاون الخليجي والتوقيع على الاتفاقية الاقتصادية الموحدة عام 1401 هـ
- صدور نظام الجمارك الموحد وتطبيق الاتحاد الجمركي الخليجي عام 1423 هـ وانضمام المملكة العربية السعودية لمنظمة التجارة العالمية عام 1425 هـ
- إطلاق برنامج التحول الوطني عام 1436 هـ وتحديث الخطة الاستراتيجية لمصلحة الجمارك العامة وتحويلها إلى هيئة وإطلاق هويتها الجديدة عام 1438 هـ

## الاستراتيجية
تسعى الجمارك السعودية عبر رؤيتها الاستراتيجية إلى تحقيق الريادة الإقليمية، وتقديم الخدمات بمستوى الإمكانيات المتوفرة بالمملكة، والمساهمة في تحفيز الاقتصاد وتمكين المملكة لتكون مركزاً لوجستياً عالمياً عبر: تيسير التجارة، تحقيق الإيرادات، الاهتمام بالعميل، حماية الوطن والمجتمع بكفاءة وفعالية.

## الوحدات

### المطارات
تقوم الدوائر الجمركية بالمطارات بإجراءات الفحص والإفراج الجمركي وتقدير الرسوم على البضائع وأهم المطارات:
- مطار الملك خالد الدولي
- مطار الملك عبدالعزيز الدولي
- مطار الملك فهد الدولي
- مطار الأمير محمد بن عبدالعزيز بالمدينة المنورة
- مطار حائل
- مطار الطائف
- مطار أبها
- مطار الأمير نايف بن عبدالعزيز بالقصيم
- مطار الجوف
- مطار الأمير سلطان بن عبدالعزيز بتبوك.

### الموانئ
يكتسي طابع المراقبة لدى الجمارك في الموانئ مراقبة للمجال التجاري بشكل كبير، حيث يتم مراقبة الواردات في الموانئ السعودية ومن أهم الموانئ:
- ميناء جدة الإسلامي
- ميناء الملك عبدالعزيز بالدمام
- ميناء الملك عبد الله
- ميناء الجبيل
- ميناء ينبع
- ميناء جازان
- ميناء رأس تنورة
- ميناء ضباء
- ميناء رأس الخير
- ميناء الرياض الجاف

### الحدود البرية
يشتغل عدد كبير من رجال الجمارك في الحدود البرية ومن أهم المنافذ:
- جسر الملك فهد
- منفذ البطحاء
- منفذ سلوى
- منفذ الخفجي
- منفذ الرقعي
- منفذ الحديثة
- حالة عمار
- جديدة عرعر
- منفذ الربع الخالي
- طريف
- الدرة
- الطوال
- الخضراء
- الوديعة

## المشاريع الحديثة

### الاستهداف الذكي
تم إنشاء مركز استهداف وإدارة المخاطر بالجمارك في 30 يوليو 2018، ويعمل على نقل إدارة المخاطر من مرحلة الاستهداف المكثف إلى الاستهداف الذكي من خلال تحليل البيانات والمعلومات الخاصة بالشحنات.

### منصة فسح
فسح هو بوابة إلكترونية موحّدة؛ تقدم العديد من الخدمات الميسرة للتجارة الدولية؛ بالربط مع الجهات المعنية، وتتبع الشحنات وحجز المواعيد، والدفع الإلكتروني، عبر نافذة إلكترونية موحدة مما يسرع من إجراءات فسح البضائع.

## مؤشر التجارة عبر الحدود
أسهمت الإصلاحات الجمركية المتمثلة في منصة فسح، ومركز الاستهداف، واعتماد لائحة إنشاء وتشغيل مناطق ومستودعات الإيداع، وبرنامج المشغل الاقتصادي المعتمد، في تحسين موقع السعودية في تقرير ممارسة الأعمال 2020 الصادر عن البنك الدولي، إذ تقدمت 72 مرتبة عن العام السابق في مؤشر التجارة عبر الحدود لتصل إلى المركز 86 بين 190 دولة.

## وصلات خارجية
- الموقع الرسمي